# Joey Eijpe
Joey Eijpe (Huizen, 17 januari 1988) is een Nederlands honkballer.
Eijpe, een linkshandige werper, komt sinds jaren uit voor HCAW in Bussum. In 2004 en 2006 kwam hij tevens uit voor het team van Jong Oranje, waarmee hij deelnam aan de wereldkampioenschappen in respectievelijk Taiwan en Cuba. Op zondag 25 juni 2006 maakte hij zijn debuut in het eerste team in de hoofdklasse waar hij de twee laatste innings gooide in de wedstrijd tegen Kinheim. Hierna viel hij nog vijf wedstrijden in. Nadien volgde hij in 2006 de Baseball Academy die de Amerikaanse Major League-organisatie opzette voor talentvolle honkballers in Europa in het Italiaanse Tirrenia. In 2007 maakte hij de definitieve overstap van het tweede naar het eerste team van HCAW. In 2007 en 2008 gooide hij in totaal 27 wedstrijden. In het seizoen 2009 gooide hij tot voor de zomerstop 12 wedstrijden waarvan zes als startend werper. Op 23 mei 2009 gooide hij zijn eerste complete wedstrijd van negen innings tegen de landskampioen Amsterdam Pirates. Hiermee hielp hij zijn ploeg aan een overwinning van 3-2 en stond als werper slechts vijf honkslagen toe. Op donderdag 1 september 2010 gooide Eijpe een no-hitter tijdens de wedstrijd tegen de Almere Magpies. Tijdens de hele wedstrijd stond Eijpe de slagploeg van de tegenstander geen enkele honkslag toe. Slechts één keer eerder in het bestaan van HCAW werd deze uitzonderlijke prestatie door een HCAW-werper geleverd. Op 3 juni 2001 stond Patrick de Lange de slagploeg van Konica Minolta Pioniers de hele wedstrijd lang geen enkele honkslag toe. In juni 2009 werd hij opgeroepen voor de selectie van het Nederlands honkbalteam. Hij maakte zijn debuut tijdens het World Port Tournament te Rotterdam in juli 2009 in de interland tegen Cuba op 5 juli 2009. Ook in 2010 en 2011 kwam hij uit voor de hoofdmacht van HCAW. In 2012 maakte een elleboogblessure een einde aan zijn loopbaan als pitcher. Hierna zette hij als slagman en veldspeler zijn honkballoopbaan voort in het tweede team. Eijpe maakt tevens al jaren deel uit van het team van instructeurs van de jaarlijkse honkbalschool voor de regionale jeugd. Ook is hij in 2014 coach van een aspirantenteam bij HCAW en coacht hij de Junior League regioselectie voor het NK.